# Mercedes-Benz CLR
Der Mercedes-Benz CLR war ein GT-Rennwagen, der für das 24-Stunden-Rennen von Le Mans 1999 gebaut wurde. Er ist eine Weiterentwicklung des Mercedes-Benz CLK GTR. Während des Rennens hob ein CLR bei hoher Geschwindigkeit ab und überschlug sich in der Luft; dies war der dritte Vorfall dieser Art. Daraufhin zog Mercedes-Benz die CLR-Fahrzeuge aus dem Rennsport zurück.

## Entwicklung
Nach dem Ende der FIA-GT1-Serie 1998 führte der ACO in Le Mans für 1999 Le-Mans-Prototyp-Regeln ein, für geschlossene GTP und offene Sportwagen (LMP). Wie die direkten Konkurrenten Toyota GT-One und Audi R8C wurde der CLR nach dem Regelwerk für die auf einer Runde schnelleren GTP aufgebaut, während die offene Variante als sparsamer galt und mit BMW V12 LMR sowie Audi R8R umgesetzt wurde.
Im April 1999 stellte Mercedes, bzw. die aus AMG ausgegliederte Rennabteilung HWA, den neuen Mercedes-Benz CLR als Nachfolger des FIA-GT-Championship-Gewinners Mercedes-Benz CLK GTR vor. Dabei wurde nicht der ursprüngliche V12-Motor, sondern die Technik samt V8-Motor der Evolutions-Variante CLK LM weitgehend übernommen. Beim Design orientierte man sich an Merkmalen des damals neuen Mercedes-Benz CL (C 215).
Der CLR wurde hauptsächlich auf den wie Le Mans sehr schnellen Rennstrecken entwickelt, u. a. auf dem „alten“ Hockenheimring, wo auch der Audi R8C präsent war. Langstreckentests fanden in den USA statt, wo schnelle Ovale und gutes Wetter verfügbar waren. Nach sehr guten Ergebnissen u. a. auf dem Homestead-Miami Speedway in Florida sowie in Kalifornien auf dem Oval von Fontana war Mercedes zuversichtlich, dass der Wagen schnell genug sei, um das Rennen zu gewinnen, trotz einer nur kurzen Testphase im Windkanal.
In Le Mans wird einige Wochen vor dem Rennen, das traditionell Mitte Juni stattfindet, eine Testveranstaltung angeboten bzw. eine Vorqualifikation verlangt. Typischerweise decken nicht alle ihre Karten auf. HWA nahm mit drei CLR teil, der schnellste belegte Platz 6.

## Rennwochenende
Zum Rennen waren drei CLR genannt, die mit international gemischten Fahrerkombinationen bewegt wurden: Startnummer 4 von Mark Webber/Jean-Marc Gounon/Marcel Tiemann, Nr. 5 mit Christophe Bouchut/Peter Dumbreck/Nick Heidfeld, und Nr. 6 mit Pedro Lamy/Bernd Schneider/Franck Lagorce.
Während des Donnerstagabend-Qualifyings hob der CLR mit der Startnummer 4 von Mark Webber vor der Indianapolis-Kurve ab und überschlug sich mehrere Male. Webber kam mit einem schmerzenden Hals und ein paar Prellungen am Ellbogen davon. Solche Flugeinlagen, im Englischen „Blowover“ genannt, waren bei Sportwagen nicht unbekannt. Bereits 1998 hob Yannick Dalmas mit einem Porsche 911 GT1 '98 in Road Atlanta beim Überqueren eines Hügels direkt hinter einem Konkurrenten ab und überschlug sich in der Luft.
Am wettbewerbsfreien Freitag wurde der CLR Nr. 4 auf einem neuen Chassis völlig neu aufgebaut, wozu eine Ausnahmegenehmigung des Veranstalters nötig war. Dabei wurden zur Erhöhung des Abtriebs auf der Vorderachse zusätzlich Windleitbleche angebracht, wie sie bei Regen verwendet werden. Wieder mit Mark Webber am Steuer nahm der Wagen am Warmup am Samstag Vormittag teil, doch diesmal kam der CLR Nr. 4 nur bis zum damals noch vorhandenen Hügel vor der Mulsanne-Kurve, wo das Auto wiederum von der Strecke abhob, sich überschlug und auf dem Dach liegen blieb. Der senkrecht in der Luft „stehende“ Wagen wurde in Fotos festgehalten und noch am selben Tag in den auf der Rennstrecke erhältlichen Zeitungen veröffentlicht. Es gab keine Verletzten bei diesem Unfall.
Trotz dieses zweiten Unfalls und in dem Bewusstsein des Le-Mans-Unfalls von 1955 entschied sich Norbert Haug die beiden anderen Autos ins Rennen starten zu lassen. Dazu wurden weitere Modifikationen an den verbleibenden Autos mit den Startnummern 5 und 6 vorgenommen und die Fahrer angewiesen, anderen Autos nicht zu dicht über größere Bodenwellen zu folgen.
Allen Vorsichtsmaßnahmen zum Trotz kam es im Rennen nach gut vier Stunden zu einem weiteren Unfall mit einem CLR; diesmal betraf es das Auto mit der Startnummer 5 und den Fahrer Peter Dumbreck. Dumbreck folgte einem Toyota GT-One, sein CLR hob in einem Knick bei der Anfahrt zur Indianapolis-Kurve ab, überschlug sich in der Luft und landete abseits der Strecke im Buschwerk. Der Unfall konnte live im Fernsehen mitverfolgt werden. Dumbreck wurde nahezu unverletzt aus dem Wagen geborgen.
Der verbliebene Wagen Nr. 6 mit Bernd Schneider am Steuer wurde sofort aus dem Rennen genommen, die Garagentore in der Boxengasse wurden als Zeichen der Aufgabe geschlossen.

## Nachwirkungen
Die Unfälle führten zur Absage der geplanten Teilnahme des CLR einige Wochen später auf dem Norisring, was zur Absage des dort geplanten Sportwagenrennens führte. Werbeplakate mit dem CLR, dem Audi R8R von Joest Racing und dem BMW V12 LMR von Schnitzer Motorsport hingen zu der Zeit schon aus. Auch die Teilnahme bei der American Le Mans Series wurde seitens Mercedes abgesagt.
Der einzige verbleibende CLR, die Nr. 6, fuhr nie wieder ein Rennen und wurde auch nicht in das Mercedes-Benz Museum gestellt, sondern an einen privaten Sammler verkauft. Der Wagen wurde im Herbst 2001 von Harald Grohs auf dem Kleinen Kurs des Hockenheimring gefahren und im Sommer 2008 in St. Ingbert ausgestellt, als Teil einer Ausstellung zu Ehren von Bernd Schneider. Im Juni 2009 wurde der Wagen auf dem Nürburgring bewegt.
Der Wagen Nr. 4 wurde wieder aufgebaut und ist heute im Eingangsbereich der HWA AG in Affalterbach, ausgestellt.
Mercedes gab den Bodenwellen in Le Mans die Schuld. Vor dem Rennen 2001 wurde der Hügel vor der Mulsanne-Kurve um ca. 2 m abgetragen, außerdem wurde eine Mindesthöhe des Unterbodens zur Fahrbahn im Regelwerk der Le-Mans-Prototypen festgeschrieben.
Im Zeitraum von 1998 bis 2001 waren alle vier deutschen Hersteller mit Le-Mans-Sportwagen von ähnlichen Unfällen betroffen. An derselben Kuppe in Atlanta wie Dalmas 1998 im Porsche GT1 überschlug sich im Jahr 2000 Bill Auberlen im offenen BMW V12 LMR. Beide Typen waren zuvor in Le Mans ohne solche Unfälle gefahren und hatten jeweils gewonnen. Bei Testfahrten im Frühjahr 2001 mit dem offenen Audi R8 (Rennprototyp), mit dem im Jahr 2000 in Le Mans gewonnen wurde, starb Michele Alboreto auf dem DEKRA Test Oval neben dem EuroSpeedway Lausitz. Nach einem Reifenschaden auf der Hinterachse bei 300 km/h brach das Fahrzeug aus und hob ab, überschlug sich mehrfach, flog über die Leitplanken und landete neben der Strecke.
Selbst seriennahe Fahrzeuge mit Frontmotor können in den Flug übergehen. Auf der Nürburgring Nordschleife hob 2015 bei einem Rennen der VLN der GT3-Nissan GTR von Jann Mardenborough auf der Kuppe der „Quiddelbacher Höhe“ vor dem „Flugplatz“ ab, segelte senkrecht in der Luft stehend eine beträchtliche Strecke, prallte mit dem Heck auf die Reifenstapel und überschlug sich hinter den FIA-Zaun, wobei ein Zuschauer zu Tode kam.